# Laban rayeb

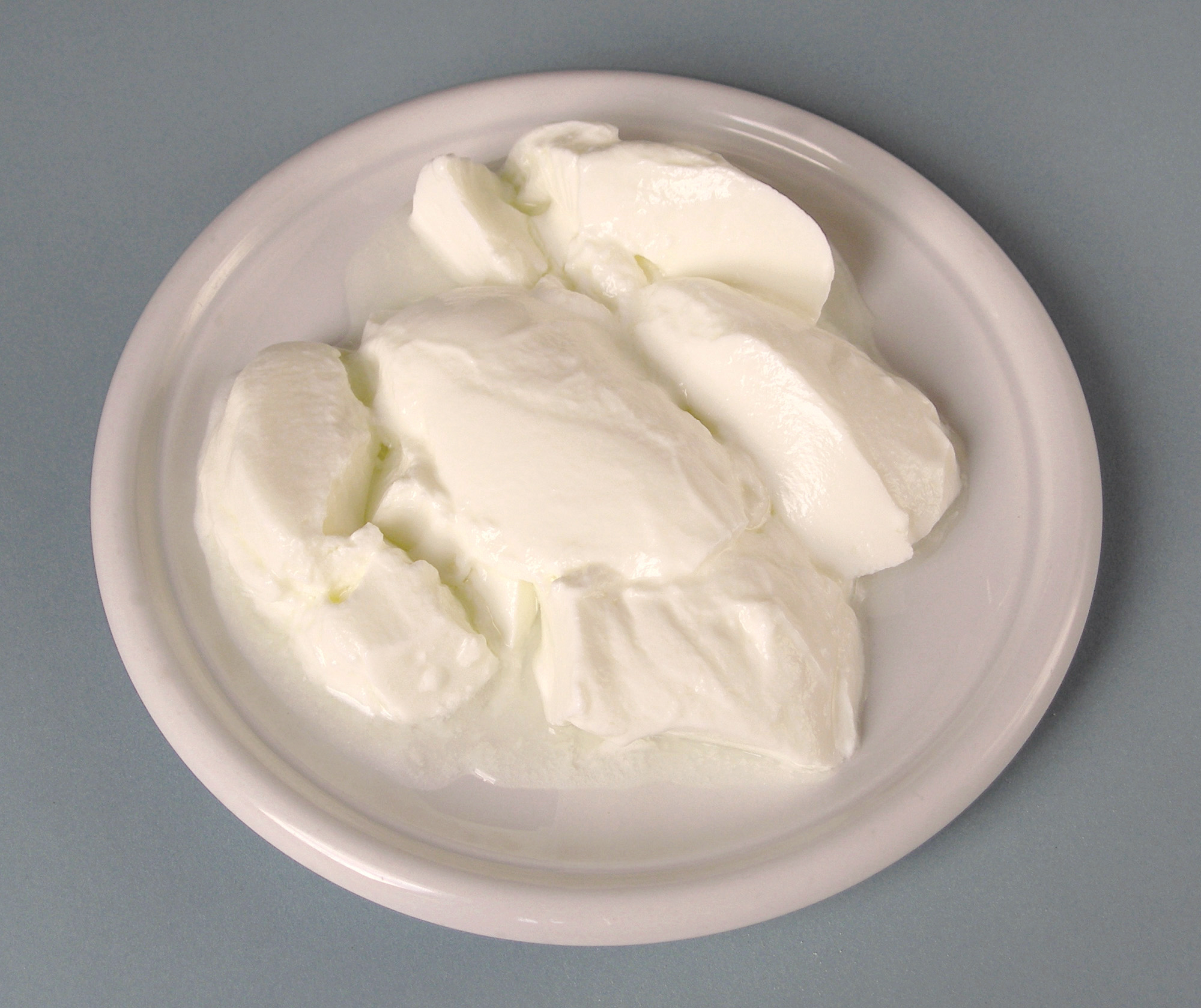
Laban rayeb es un tipo de leche descremada con origen en el antiguo Egipto.

Laban rayeb es un tipo de leche descremada hecha en el Bajo Egipto. Se puede beber fresco o se puede usar para hacer queso de sosa, que a su vez se usa para hacer mish. Hay evidencia de que fue hecho por los antiguos egipcios.

## Preparación
La forma tradicional de hacer laban rayeb comienza con ordeñar vacas directamente en ollas de barro poco profundas o parcialmente esterilizadas. El interior de una olla recién hecha (matared) se empapa en aceite o una mezcla de clara de huevo y aceite y luego se cuece en un horno para cerrar los poros. Después de cada uso, el matared se lava y se seca en un horno caliente durante dos horas. La leche se deja de uno a cuatro días, dependiendo de la temperatura, mientras que la grasa sube a la parte superior y el suero por debajo de la cuajada.  La leche se mantiene a 20-25 °C (68-77 °F) mientras se forma la cuajada. La leche no se altera mientras su microflora natural la fermenta. La grasa se saca y se usa para hacer mantequilla. La cuajada restante es el rayab laban.  Huele similar al suero de leche y tiene un sabor ligeramente ácido.

## Variantes y productos derivados
Laban khad es una variante que se fermenta en una piel de cabra. Goubasha es una bebida tradicional en el Sudán. Se agrega un poco de crema al rayan laban hecha de leche de búfalo, y luego la mezcla se diluye con agua. Laban zeer es otra variante hecha en ollas de barro. Puede mezclarse con granos de trigo hervidos, secos y molidos, se fermentar durante veinticuatro horas y después se seca para hacer Kishk. Este es un alimento muy nutritivo que puede conservarse durante varios años.
El queso Karish se elabora con laban rayeb, vertiendo la cuajada en una estera de caña y dejándola escurrir, ocasionalmente extendiéndola y apretándola en la estera, y luego colgando durante dos o tres días. Poco antes de terminar el queso se seca en sal y después se cuelga en el tapete durante unas horas más.